# Бенджамін Вест
Бенджамін Вест (англ. Benjamin West; 10 жовтня 1738 — 11 березня 1820) — англо-американський художник доби класицизму.

## Життєпис

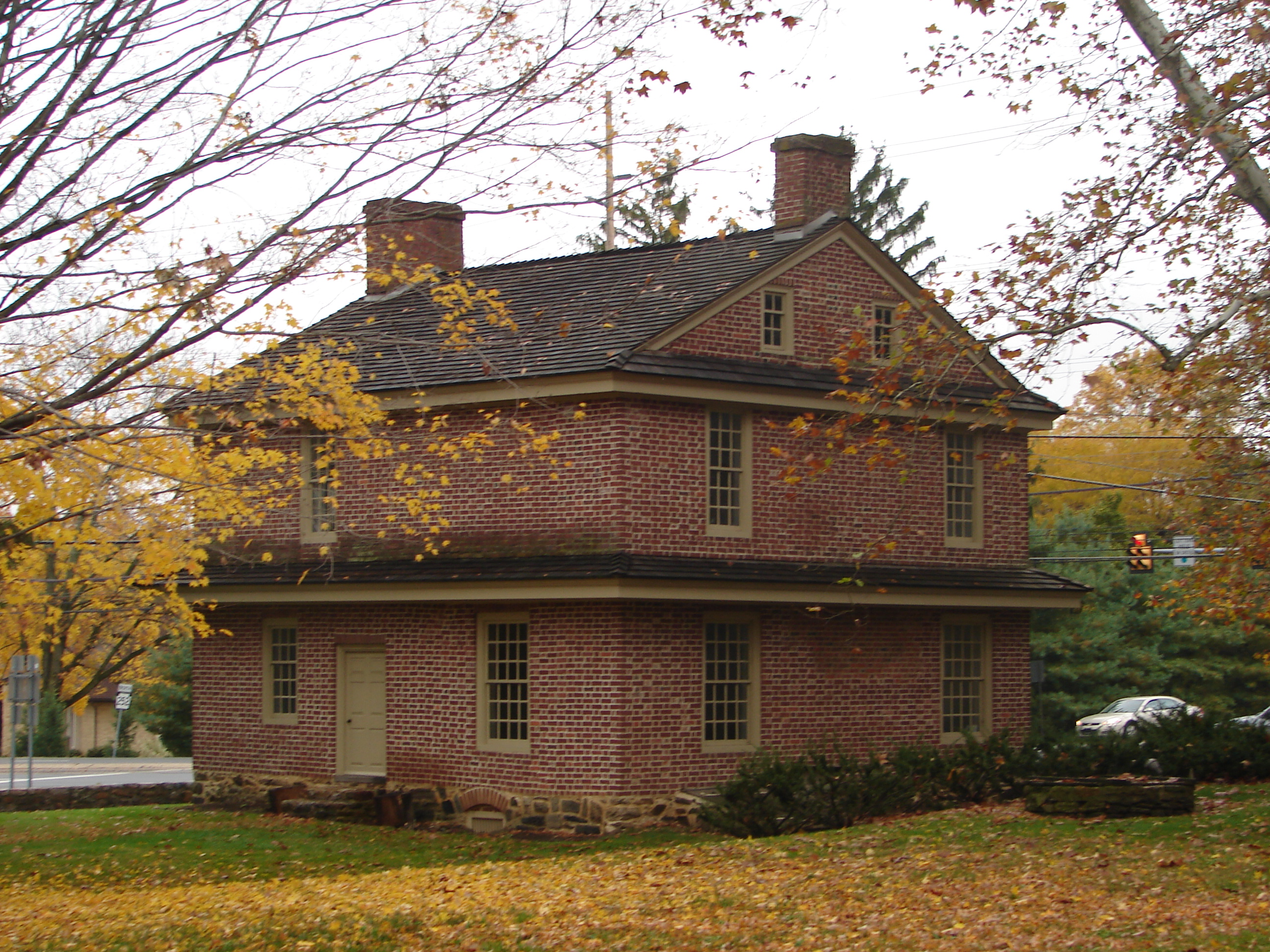
Ньютаун Сквер. Шинок, що належав батькові майбутнього художника

Бенджамін Вест мав просте походження. Його батько утримував шинок. Він — десята дитина в родині. В ранньому дитинстві родина перебралась зі Спрингфілду у Ньютаун Сквер, де й зберігся двоповерховий будинок-шинок батька.

## Автодидакт
В живопису Вест був автодидактом і в ранні роки не отримав систематичної художньої освіти через життя в провінції і віддаленість від тодішніх художніх центрів.
В 1746—1759 роках Вест працював у штаті Пенсільванія, переважно як портретист. Під час перебування у Ланкастері у 1756 р, зброяр Вільям Генрі запропонував йому створити полотно «Смерть Сократа» (Death of Socrates). За основу композиції запропонував узяти гравюру француза Шарля Роллена з видання «Стародавня історія». Це звична в провінції практика створення картин на основі композицій з гравюр чи видань, часто єдиних зразків мистецтва там.
Вест створив полотно на далекий від реального життя книжковий сюжет, але переробив композицію. Твір визнали вдалим.

## Перший меценат
Картину молодого провінціала побачив ректор Пенсільванського коледжу, священик Вільям Сміт. Він і став першим меценатом майбутнього художника, прищеплював тому культурні навички, знайомив митця-початківця з місцевими багатіями, головними споживачами культури того часу.

## Перебування у Філадельфії
1756 року Вест перебрався у Філадельфію заради художнього навчання. Філадельфія того часу — значний культурний осередок колонії Великої Британії у Північній Америці. Серед знайомих митців цього періоду — художник, емігрант з Лондону Джон Волластон. Провінційний маляр, Волластон окрім створення картин, займався розписом шовкових та атласних тканин, широко розповсюдженою практикою декору тканин окрім довготривалої і трудомісткої вишивки. Все це вивчав і Бенджамін Вест, а його художня манера всмоктала засоби розпису тестилю.

## Італійський період
Подальше перебування в Америці було визнано недоречним. І завдяки коштам меценатів Вільяма Сміта і Вільяма Аллена Бенджамін відбув у Італію. Вест старанно вивчав живопис італійських майстрів, копіював картини Рафаеля Санті та Тиціана. Але значного впливу на художню манеру Веста вони не мали. Однак перебування в Італії значно наблизило Веста до тогочасної освіти і сприяло розширенню кола його сюжетів.

## Лондонський період
З 1763 перебрався у Лондон, де працюватиме довгі роки. Серед знайомих цього періоду — англійський художник Джошуа Рейнольдс, разом з яким Вест у 1768 р. стане організатором і засновником Королівської Академії мистецтв у Лондоні. Художня манера Бенджаміна Веста цього періоду зазнала значного впливу митців Британії — зокрема Джошуа Рейнольдса та Джорджа Ромні.
Підкоряючись панівним ідеям доби і смакам тогочасних споживачів мистецтва, Бенджамін Вест створює декілька нудних, великих за розмірами картин на історичні та біблійні теми. Порівняння цих творів навіть з творами тогочасних майстрів на ці ж теми свідчить про поверхневе засвоєння Вестом настанов класицизму. Але зовнішні форми класицизму засвоєні художником цілком професійно. Тому довга черга Адамів та Єв, сумуючих Агрипін над урнами з прахом, Венер, що втішають Амурів — користується попитом.
Він так і залишився би черговим епігоном другорядного, вторинного класицизму, якщо б зупинився на подібних сюжетах — які трохи оживляли театралізація, пафос, сентименталізм. Але художник почав звертатися до подій нещодавньої історії і це сприяло появі індивідуальної тематики картин Веста. Серед цих творів — [[Смерть  генерала Вольфа|«Смерть американського генерала Вольфа» (1770, [[Оттава]], Національна галерея Канади).]]
Класицизм як мистецька система, був побудований на жорсткій регламентації сюжетів, на використанні особливих, класициських форм та жорсткій же поміркованості. Відступи від канонів — вважалися єрессю. Саме в цьому несхвальні відуки про історичну картину Веста «Смерть американського генерала Вольфа», адже художник насмілився подати історичних персонажів у сучасному одязі, а не в римських тогах і не на тлі італійського пейзажу. А художник йшов за перебігом реальних подій, хоча й використав звичну композицію для тодішньої історичної картини (герой що помирає в оточенні співчуваючих на тлі прапорів, батального поля і хмарного неба). До того ж, римлян у тогах не було в Америці середини 18 століття. Але картина мала успіх у мало обізнаних з суворими канонами публіки. Її почали копіювати інші майстри і Рейнольдс та інші прихильники класициських настанов, що вважали твір ганьбою і образою історичного живопису взагалі — поступилися.
Реалістичнішим був і портрет генерала Тадеуша Костюшко, 1797 р. Вест взагалі відмовився від натовпу співчуваючих на тлі прапорів і батального поля, а сам портрет виявив риси предромантизму і справжньої героїки, якої так не вістачало іншим історичним композиціям Веста.
Також вивів на сцену як історичних персонажів — північноамериканських індіанців, яких не схильні були вітати американські колоністи.

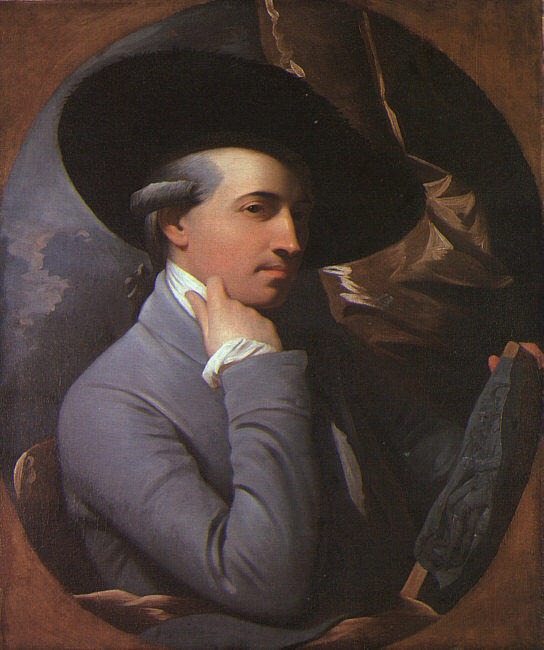
Автопортрет, 1770
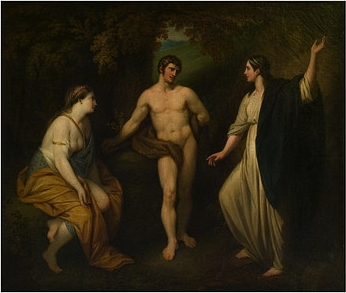
Геркулес на перетині шляхів, 1764, Музей Вікторії й Альберта
Янгол жене з раю Адама і Єву, Вашингтон, Національна галерея
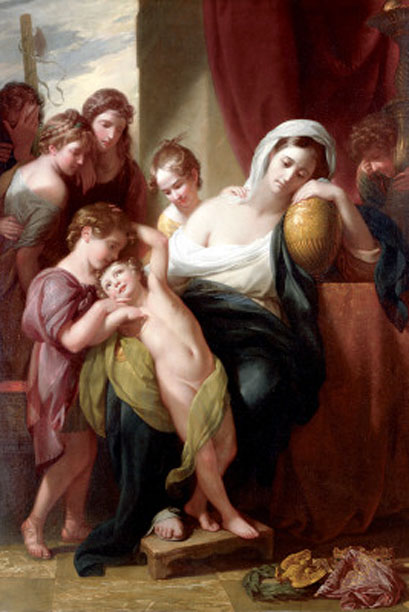
Агрипіна сумує над урною з прахом Германіка, 1773,
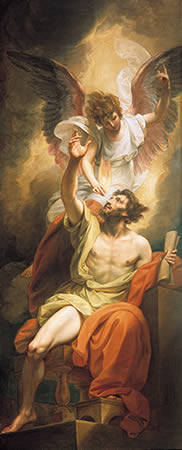
Боже натхнення Ісайї
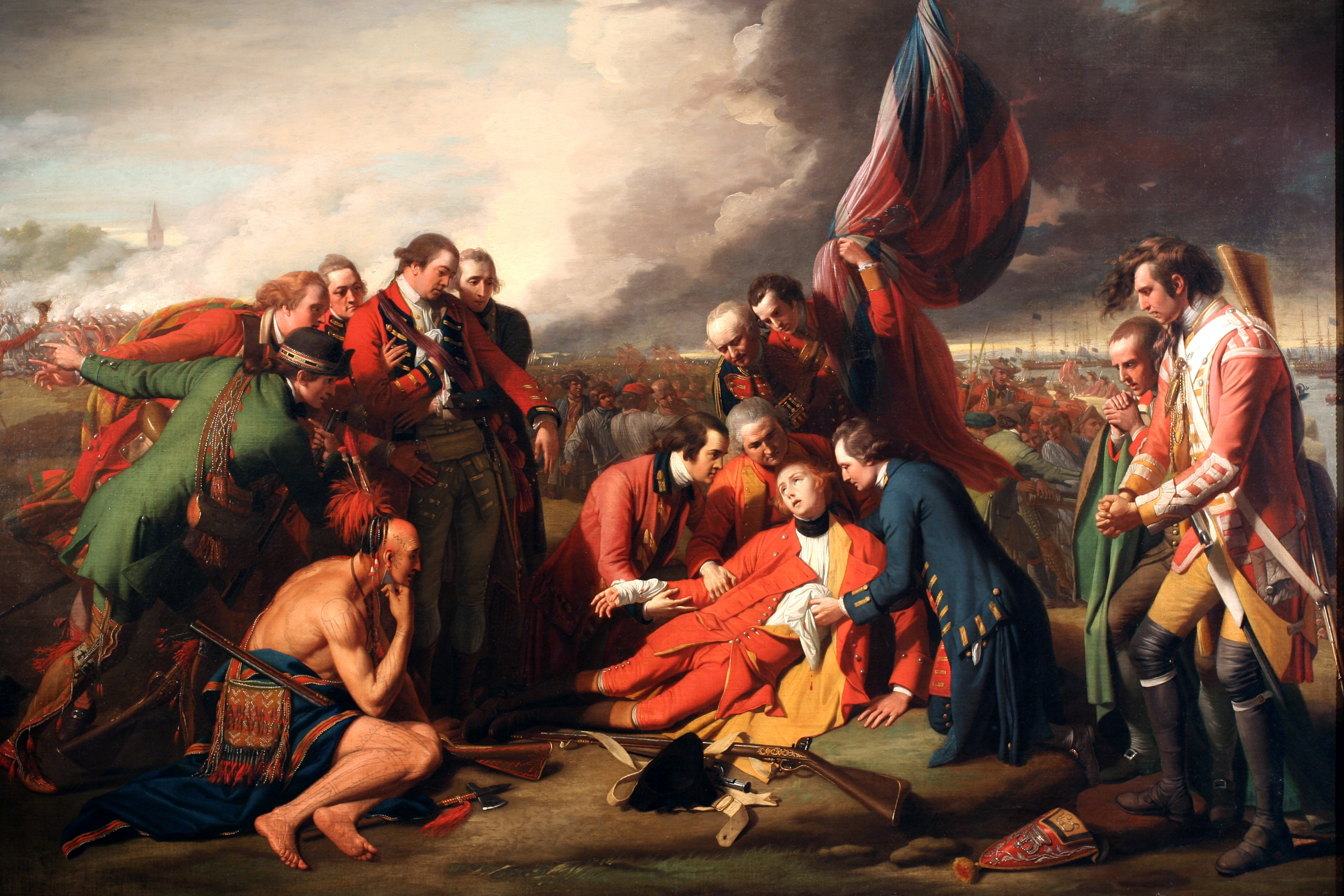
Смерть генерала Вольфа (1770, Оттава, Національна галерея Канади)
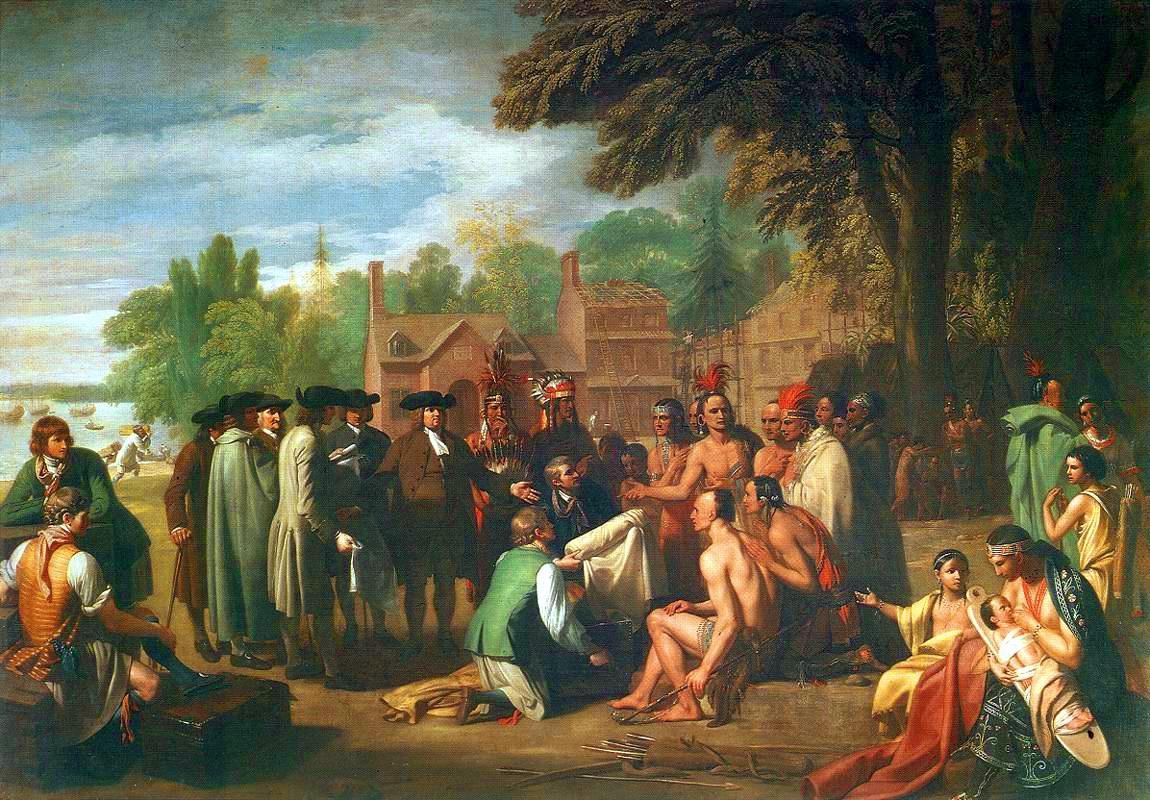
Договір між містером Пеном та американськими індіанцями, 1772, Філадельфія, Академія мистецтв Пенсільванії, США

## Кар'єра і смерть
З 1772 року король Англії Георг III сприяв отриманню Вестом посади історичного живописця при дворі з щорічним отриманням 1000 фунтів стерлінгів. Цю посаду митець утримував до 1801 р. З 1791 р. і до самої смерті Бенджамін Вест був також інспектором картин колекції короля. Після смерті Рейнольдса у 1792 р. його призначили другим президентом Королівської Академії мистецтв (цю посаду він обіймав до 1805 р.)
1820 р. Бенджамін Вест помер у Лондоні.

## Вибрані твори
- Смерть Сократа

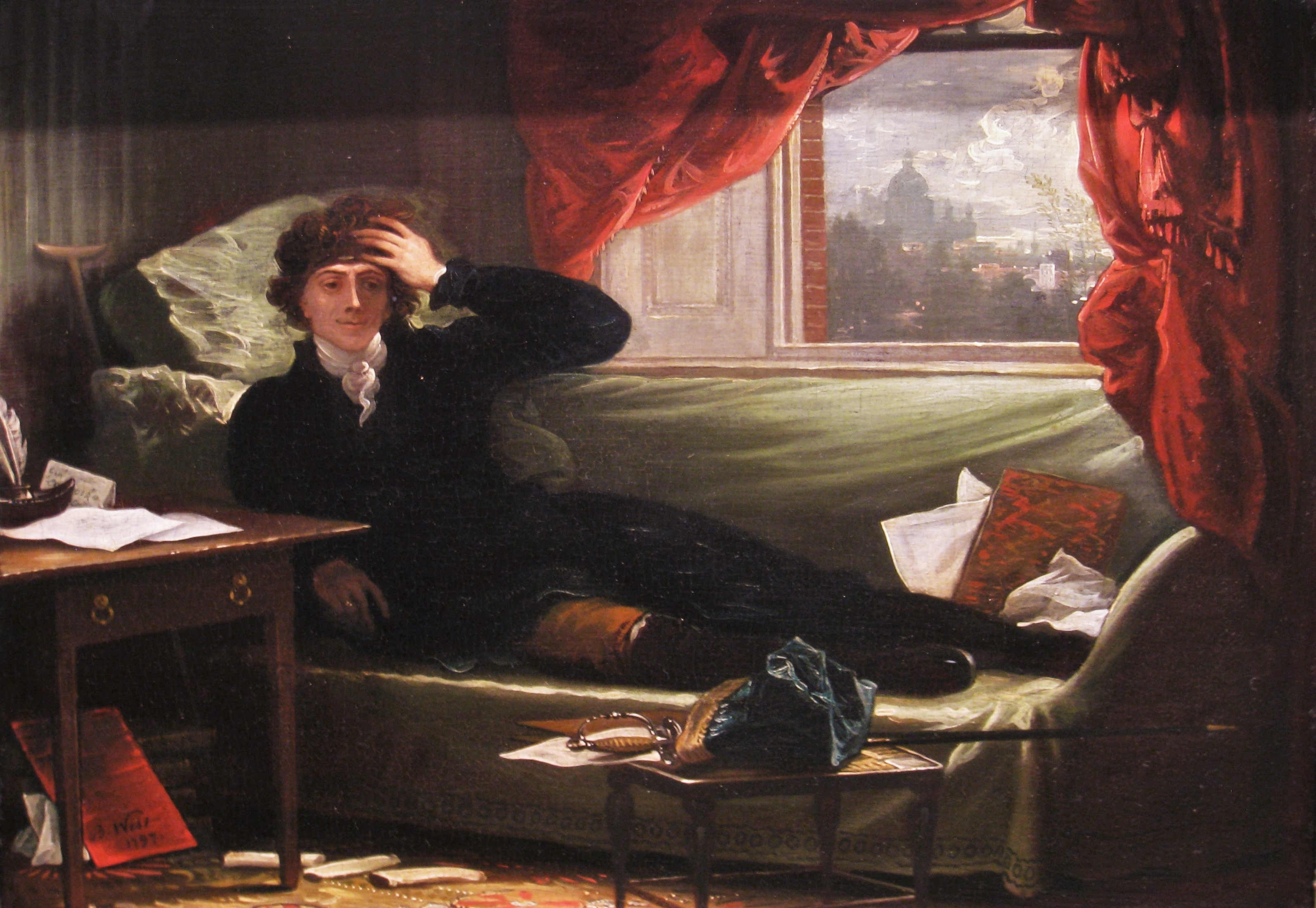
Генерал Тадеуш Костюшко, 1797, Оберлін, штат Огайо, США

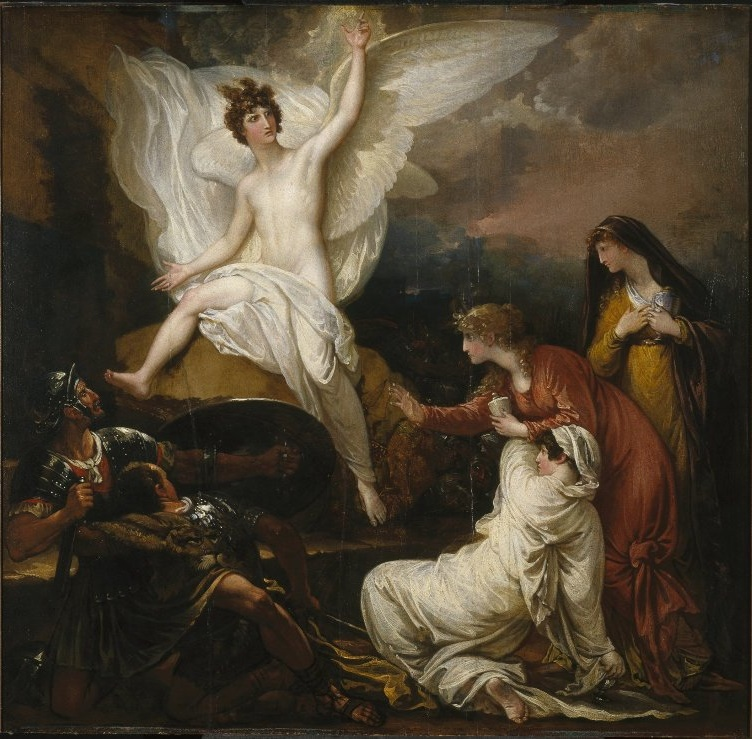
Пересторога Янгола перед гробом Христовим, 1805, Бруклін Мьюзеум, США

- Вільям Джонсон рятує життя барона Діскау в битві при озері Джордж від індіанця, що зажадав скальп барона, 1755
- Геркулес на перетині шляхів, 1764, Музей Вікторії й Альберта
- Смерть американського генерала Вольфа (1770, Оттава, Національна галерея Канади)
- Договір між містером Пеном та американськими індіанцями, 1772, Філадельфія, Академія мистецтв Пенсільванії, США
- Автопортрет, 1770 р.
- Смерть Епамінонда, 1773
- Королева Шарлота, 1776, Денвер, штат Колорадо, США
- Морська баталія, 1778
- Янгол жене з раю Адама і Єву, Вашингтон, Національна галерея, США
- Венера втішає Амура, якого вкусила бджола, Ермітаж, Санкт-Петербург
- Агрипіна сумує над урною з прахом Германіка
- Іфігенія і Кімон, Лос Анжелес, США
- Венера і Адоніс
- Венера умовляє Елену кохати Париса
- Хрещення Христа в Йордані
- Боже натхнення Мойсея на похід до Ізраїлю
- Боже натхнення Ісайї
- Мойсей та Аарон перед фараоном
- Поклоніння Мідному Змієві
- Проповідь Св. Петра в Пентекості
- Ісаак і Ревекка

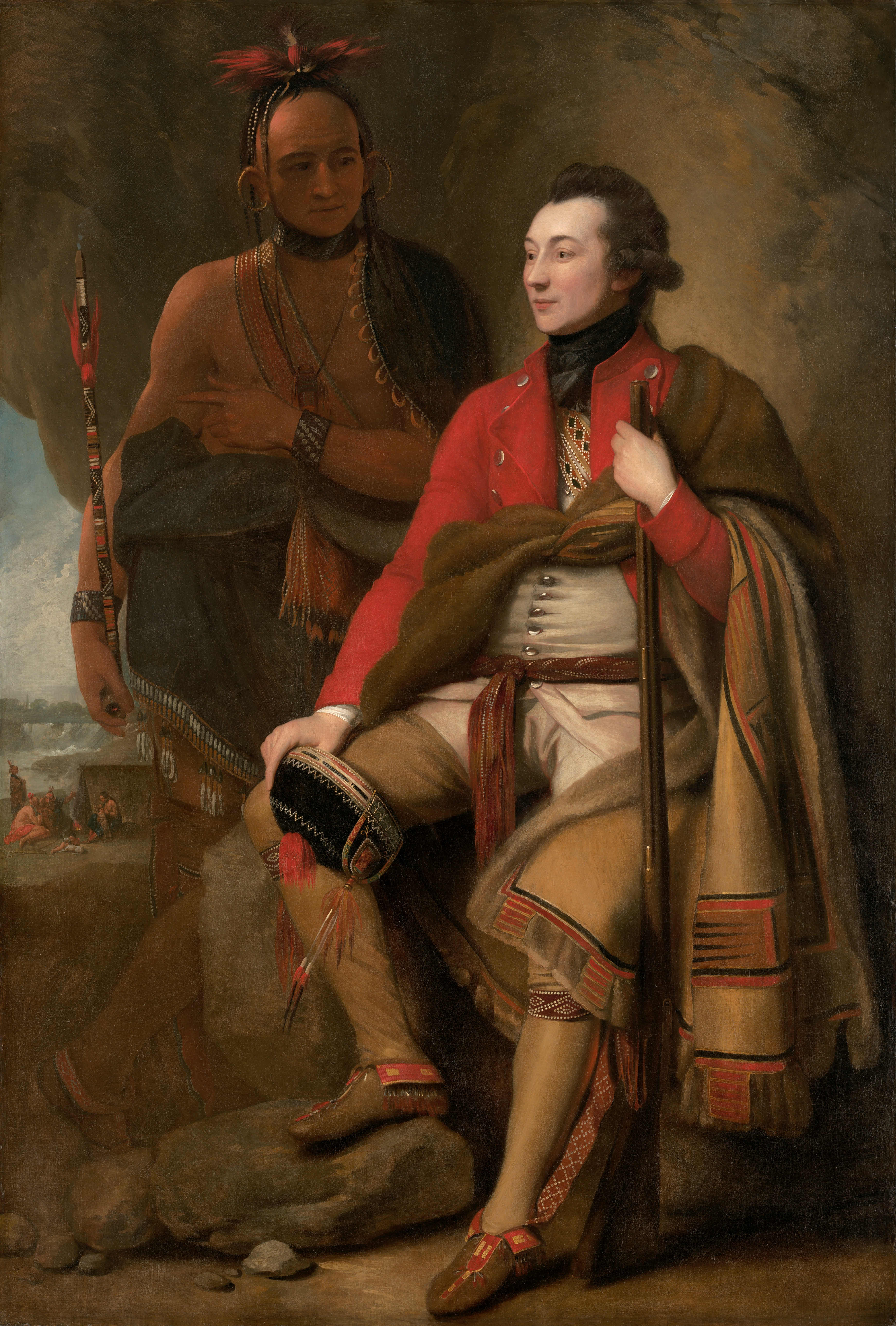
Портрет Колонеля Гая Джонсона з індіанцем, 1776

- Яків благословляє Ефраїма та Манассія, Оберлін, штат Огайо, США
- Нарцис і Луна, 1805, приватна збірка
- Портрет Джона Даунмена, Національна портретна галерея, Лондон
- Франклін поводить експерименти з небесною електрикою
- Громадяни міста Кале перед стратою, 1789, Королівська колекція, Лондон
- Вознесіння Христа, Денвер, штат Колорадо, США
- Портрет дружини з сином
- Портрет Колонеля Гая Джонсона з індіанцем
- Портрет Джозефа Бенкса
- Портрет Джона Вільмота
- Портрет Річарда Прайса
- Портрет родини Хоуп, 1805 р.
- Пересторога Янгола перед гробом Христовим, 1805, Бруклін Мьюзеум, США

## Друковані твори
- Створив мемуарний твір, двічі перевиданий «The Life and Studies of Benjamin West» (« Життя і твори Бенджаміна Веста», 1816, 1820).